# Patrick Stone (Offizier)
Patrick Philip Dennant Stone, CB, CBE (* 7. Februar 1939; † 6. Oktober 2022) war ein britischer Offizier und zuletzt Generalmajor der British Army, der unter anderem von 1988 bis 1991 im Verteidigungsministerium des Vereinigten Königreichs Direktor für Personaldienste des Heeres (Director of Personal Services (Army)) war.

## Leben
Patrick Philip Dennant Stone absolvierte nach dem Schulbesuch eine Offiziersausbildung und wurde nach deren Abschluss als Second Lieutenant in das Infanterieregiment Royal Anglian Regiment der British Army übernommen. Daraufhin folgten zahlreiche Verwendungen als Offizier und Stabsoffizier. 1975 wurde er für seine Verdienste zum Member des Order of the British Empire (MBE) ernannt. Als Lieutenant-Colonel war er von November 1977 bis Juni 1980 Kommandeur des 2. Bataillons des Royal Anglian Regiment, welches im September 1964 aus dem East Anglian Regiment (Royal Norfolk and Suffolk) hervorgegangen war. Er wurde 1981 zum Officer des Order of the British Empire (OBE) sowie 1984 auch zum Commander (CBE) dieses Ordens ernannt und war als Brigadier von Dezember 1984 bis Dezember 1986 Kommandeur der Infanteriebrigade Berlin (Commanding, Berlin Infantry Brigade). Danach wechselte er ins Verteidigungsministerium des Vereinigten Königreichs und war dort zwischen Januar 1987 und Februar 1988 stellvertretender Militärischer Sekretär (Deputy Military Secretary).
Nach seiner Beförderung zum Major-General blieb Stone im Verteidigungsministerium und bekleidete dort von März 1988 bis Juni 1991 das Amt als Direktor für Personaldienste (Director of Personal Services). Als Nachfolger von General Sir John Akehurst übernahm er 1991 das Ehrenamt des Colonel of the Royal Anglian Regiment. Für seine Verdienste wurde er 1992 auch Companion des Order of the Bath (CB).